# Сергеевы
Серге́евы — древний дворянский род, из Тверских бояр.
При подаче документов (08 марта 1689) для внесения рода в Бархатную книгу, была предоставлена родословная роспись Сергеевых и указная грамота великого князя Василия III рыльскому наместнику Василию Сергееву о возвращении татар под Карачев (1533).

## Происхождение и история рода
Фамилия Долен (Dolen) принадлежит к числу древнейших дворянских домов в Европе. Она угасла в Остзейских губерниях, но существует в губерниях Великороссийских под именами однородцев Левашовых, Свечиных, Яхонтовых и Сергеевых. Один из членов этой фамилии Долен выехал из Лифляндии в Тверь в XIV веке.
Предок рода Сергеевых Дол, (Христофор-Карл Дол), а в крещении Василий, выехал «из немец» во Псков  и поставил в Пскове каменную церковь Святого Василия у Трепоховских ворот, а потом выехал в Тверь к великому князю Александру Михайловичу Тверскому, (1324-1327) и был при великом князе Боярином и жалован вотчинами, городом Гдов.
От правнука Дола, тверского боярина Александра Викулича Леваша (V колено), пошли Левашовы, а его внук Сергей Васильевич (VIII колено) родоначальник Сергеевых. Его правнук, Яков Никитин сын Сергеев, записан в числе дворян и детей боярских и вёрстан поместным и денежным окладами. Внук Якова, Сергей Григорьевич Сергеев, служил стольником и полковником.
Опричниками  Ивана Грозного числились: Богдан, Григорий, Грязнуха, Данила, Иван, Мочало, Пафом, Степан Сергеевы (1573).
Ивану и Алексею Сергеевым пожалован диплом в подтверждение происхождения их от древних благородных предков (16 мая 1790).

## Описание гербов

#### Герб. Часть VII. № 11.
Герб рода Сергеевых: в щите, имеющем красное поле, крестообразно изображены серебряные палаш и ружье.
Щит увенчан дворянским шлемом и короной. Намёт на щите красный, подложенный золотом.

#### Герб. Часть XV. № 67.
Герб тайного советника Никиты Даниловича Сергеева с детьми (1874): в серебряном поле щита, на зелёной земле, грушевое дерево с плодами натурального цвета. В красной главе щита золотое восходящее солнце. Над щитом дворянский коронованный шлем. Нашлемник: встающий вправо золотой коронованный лев с красными глазами и языком. Намёт: справа зелёный, подложен серебром, слева красный, подложен золотом. Девиз <<ЧЕСТЬ И ПРАВДА>>, золотыми буквами на красной ленте.

## Известные представители
- Сергеев Василий — подьячий в Мастерской палате (1629), дьяк, послан в Пермь-Великую искать золотую руду (1632—1633)[5].
- Сергеев Сергей Григорьевич — московский дворянин (1677), стольник (1677—1686).
- Сергеев Клим Акимович — московский дворянин (1692).
- Сергеев Афанасий Акимович — стряпчий (1692)[6].Сергей Александрович Сергеенко, род Сергеевых.